# Christian Friedrich Bartholdi
Christian Friedrich von Bartholdi (ur. 10 grudnia 1668 w Berlinie, zm. 28 sierpnia 1714) – pruski dyplomata.
Pochodził z mieszczańskiej rodziny i urodził się jako Christian Bartholdi. W 1701 roku cesarz Leopold I Habsburg uczynił go baronem Rzeszy.
W młodości wyróżniał się pilnością jako pracownik sądu.
W latach 1698–1703 był pruskim reprezentantem przy wiedeńskim dworze, do 1700 jako oficjalny rezydent, a od 1700 wysłannik nadzwyczajny (envoy extraordinaire). Do Wiednia dotarł w kwietniu 1698 roku, co wiemy dzięki temu, że jego pierwsza instrukcja dyplomatyczna datowana jest na 11 kwietnia 1698 roku.
Jego zadaniem była uzyskanie zgody cesarza na koronowanie się księcia Brandenburgii Fryderyka III na Fryderyka I Króla Prus. Odpowiednie porozumienie w tej sprawie zostało podpisane 16 listopada 1700 roku. Do Prus wrócił w 1704 roku, gdzie wdzięczny Fryderyk I uczynił go członkiem Tajnej Rady (14 V 1704). Na placówce w Wiedniu zastąpił go jego brat Friedrich Heinrich von Bartholdi (zm. 1730).
W Berlinie Christian Friedrich von Bartholdi został przewodniczącym Trybunału Apelacyjnego (Oberapellationsgericht), później zaś przewodniczył komisji ds. kolonii. Zmarł bezpotomnie w 1714 roku. Tytuł barona odziedziczył jego brat Friedrich Heinrich von Bartholdi.